# Rosaly Lopes
Rosaly M. C. Lopes-Gautier (Rio de Janeiro, 8 de janeiro de 1957) é uma astrônoma, geóloga planetária, vulcanóloga e autora de diversos artigos científicos e livros brasileira. Suas pesquisas se concentram nos processos de superfície terrestre e planetária, com ênfase em vulcanologia.

## Biografia
Rosaly nasceu em 8 de janeiro de 1957, na cidade do Rio de Janeiro, no bairro de Ipanema. Inspirada em parte pelo trabalho de Poppy Northcutt na NASA, mudou-se para Londres em 1975, onde ingressou no curso de astronomia na Universidade de Londres, onde formou-se como uma das primeiras da classe em 1978. No seu último semestre, fez um curso de ciência planetária com o geólogo John Guest e na terceira semana de curso, o Monte Etna, na Itália, explodiu. Rosaly então resolveu mudar de área e estudar vulcões, tanto na Terra quanto no espaço.
Em seu doutorado, Rosaly se especializou em geologia e vulcanologia planetária, terminando seu Ph.D. em ciência planetária em 1986 com uma tese que comparava os processos vulcânicos em Marte e na Terra. Durante o doutoramento, viajou bastante, visitando vulcões ativos e tornou-se membro do time de vigilância de erupções vulcânicas do Reino Unido. Ingressou no Jet Propulsion Laboratory, em Pasadena, como pesquisadora residente, em 1989 e depois de dois anos, tornou-se membro do projeto da sonda Galileo, onde identificou 71 vulcões ativos na superfície de Io, satélite de Júpiter. Em 2002 passou a integrar a equipe do Radar Cassini.
Em função de seu trabalho com geologia e vulcanlogia planetária junto ao JPL/NASA, Rosaly teve seu some atribuído ao asteroide 22454 Rosalylopes.
Em 2007, deu seu nome a uma base de lançamentos de foguetes experimentais, na cidade pernambucana de Bezerros.

## Publicações selecionadas
- Caroll, M., and R. Lopes (Editors). Alien Seas. Foreword by James Cameron. Springer Publishing Co. Popular-level book about the many "seas" in the solar system, from seas of congealed lava on the Moon to sand seas and methane seas on Saturn's moon Titan. Springer Publishing Co., 2013.
- Fagents, S.A., T.K.P. Gregg, and R.M.C. Lopes (Editors). Modeling Volcanic Processes: The Physics and Mathematics of Volcanism. Cambridge University Press, 2013.
- Lopes, R. and J. Adams. Volcanoes: Bolinda Beginner's Guides. Abridged audio edition of Volcanoes. Bolinda Publishing Pty Ltd, 2012.
- Lopes, Rosaly M.C. (2011). R. Volcanoes. [S.l.]: OneWorld Publications
- Lopes, Rosaly M.C.; Carroll, Michael (2008). Alien Volcanoes. [S.l.]: Johns Hopkins Press. 152 páginas. ISBN 978-0-8018-8673-7
- Lopes, Rosaly M.C.; Spencer, John R. (2006). Io After Galileo: A New View of Jupiter's Volcanic Moon. [S.l.]: Springer / Praxis. 342 páginas. ISBN 3-540-34681-3
- Lopes, Rosaly M.C. (2005). The Volcano Adventure Guide. [S.l.]: Cambridge University Press. 362 páginas. ISBN 0-521-55453-5
- Lopes, Rosaly M.C.; Gregg, Tracy K.P. (2004). Volcanic Worlds: Exploring The Solar System's Volcanoes. [S.l.]: Springer / Praxis. 236 páginas. ISBN 3-540-00431-9
- Lopes-Gautier, Rosaly (2000). «Volcanism on Io». In:  Haraldur Sigurdsson, Bruce Houghton, Hazel Rymer, John Stix, Steve McNutt. Encyclopedia of Volcanoes. San Diego, CA: Academic Press. pp. 709–726. ISBN 978-0126431407

## Produção literária
Turismo de aventura em vulcões (Editora Oficina de Textos, 2008).

## Prêmios
- Fellow, Geological Society of America (2015)
- Lowell Thomas Award, Explorers Club (2014)
- Corresponding Member, International Academy of Astronautics, elected (2014)
- Wings WorldQuest: Women of Discovery Award (2009)
- NASA Exceptional Service Award (2007)
- Girl Scouts of America WINGS (Women Inspiring Next Generations) (2007)
- Fellow - American Association for the Advancement of Science (2007)
- Medalha Women at Work (2006)
- Medalha Carl Sagan - American Astronomical Society, Division for Planetary Sciences (2005)
- JPL Exceptional Technical Excellence, Galileo Science Planning and Operations Team (2002)
- GEMS Woman of the Year in Science and Technology - GEMS Television, Miami (1997)
- Latinas in Science Award - From the Comision Feminil Mexicana Nacional (1990)